# واژگونه یا پرواز آدمی
واژگونه یا پرواز آدمی (انگلیسی: Upside Down; or, the Human Flies) فیلمی در ژانر فانتزی و صامت به کارگردانی والتر رابرت بوث است که در سال ۱۸۹۹ منتشر شد.